# Centaurea pseudomaculosa
Centaurea pseudomaculosa là một loài thực vật có hoa trong họ Cúc. Loài này được Dobrocz. mô tả khoa học đầu tiên năm 1949.